# Xà bì Bắc Bộ
Xà bì Bắc Bộ hay diên giai thảo nhiều hoa (danh pháp: Ophiopogon tonkinensis) là một loài thực vật có hoa trong họ Măng tây. Loài này được L.Rodr. miêu tả khoa học đầu tiên năm 1928.